# ポストペロブスカイト

地球の構造

ポストペロブスカイト（英: post-perovskite）は、ケイ酸マグネシウム (MgSiO3) の高圧相である。この物質は、地球の岩石型マントルの主要酸化物成分（MgO と SiO2）から成り、その安定に存在できる圧力温度領域から推測して、地球マントルの最深部数百キロメートルの範囲で発生しうると考えられている。

## 性質・特徴
ポストペロブスカイトは、合成固体化合物の CaIrO3 と同じ結晶構造を持ち、しばしば文献中で「MgSiO3 の CaIrO3 型相」と呼ばれる。ポストペロブスカイトの結晶系は直方晶(斜方晶)系、空間群は Cmcm であり、結晶構造は SiO6-八面体の層が b 軸方向に積み重なったものである。
地表近くの上部マントルの圧力では、MgSiO3 はケイ酸塩鉱物である頑火輝石（エンスタタイト）として存在する。

## サイド・ストーリー
ポストペロブスカイトは、2004年に日本を中心とする2つのグループ（東京工業大学グループと海洋研究開発機構/スイス連邦工科大学グループ）によって独立に発見された。両グループの発見は、兵庫県に建設された最先端放射光施設 SPring-8 およびレーザー加熱ダイヤモンドアンビルセル (LHDAC) を活用した、地球最深部の温度圧力を実験室内に再現し超高温高圧下でX線結晶構造解析を行う技術を利用している。また、古典力学および量子力学に基づいた分子シミュレーションの手法が、ポストペロブスカイトの発見およびその後の研究に大きな役割を果たした。東工大グループの論文が Science に出版された2か月後、海洋研究開発機構/スイス連邦工科大学グループの論文および東工大グループの第2論文が Nature に出版された。
また、これと同時期に、現愛媛大学のグループが、第一原理計算と呼ばれる理論シミュレーションから、ポストペロブスカイトの結晶構造変化や安定温度圧力条件の詳細を示した。
「ポストペロブスカイト」という名称は、地球マントルのほぼ全領域で安定な MgSiO3 がとるペロブスカイト構造に由来する。「ポスト」という接頭辞は、圧力の増大（歴史的には高圧鉱物物理学の進歩）にしたがって、ポストペロブスカイトがペロブスカイトの「後」に現れることによる。